# Raver
Raver è una città dell'India di 25.949 abitanti, situata nel distretto di Jalgaon, nello stato federato del Maharashtra. In base al numero di abitanti la città rientra nella classe III (da 20.000 a 49.999 persone).

## Geografia fisica
La città è situata a 21° 15' 0 N e 76° 1' 60 E e ha un'altitudine di 247 m s.l.m..

## Società

### Evoluzione demografica
Al censimento del 2001 la popolazione di Raver assommava a 25.949 persone, delle quali 13.411 maschi e 12.538 femmine. I bambini di età inferiore o uguale ai sei anni assommavano a 3.915, dei quali 2.056 maschi e 1.859 femmine. Infine, coloro che erano in grado di saper almeno leggere e scrivere erano 16.848, dei quali 9.626 maschi e 7.222 femmine.